# Люйдао
Люйдао (Людао, кит. 綠島 — Зелёный остров), также Хошаода́о (火燒島 — Огненный остров) — вулканический остров в Филиппинском море у восточного побережья Тайваня. Наивысшая точка — гора Хошаошань высотой 281 м над уровнем моря. Административно относится к уезду Тайдун. Остров привлекает любителей рекреационного дайвинга.
Остров населяет племя амис. На амисском языке, распространённом на острове, остров называется Самасана.
Острова Ланьюй, Людао, Батан и Бабуян расположены на протягивающемся к Лусону подводном хребте. Западнее располагается депрессия с глубиной до 5000 м.
После того, как американский пароход «Президент Гувер» 11 декабря 1937 года наткнулся на риф в заливе Чжунляовань у острова Людао, на острове был построен маяк, который введён в эксплуатацию в 1939 году.
Во время Белого террора остров служил местом содержания многих политических заключённых, в числе которых писатель Бо Ян, который находился в заключении 9 лет за перевод американского комикса.
На острове находится солёный геотермальный источник Чаори. На острове обитают пятнистые олени.